# 고추속
고추속(－屬, 학명: Capsicum 캅시쿰[*])은 가지과의 속이다. 중앙아메리카와 남아메리카가 원산지이다. 대부분의 종이 열매에 캡사이신을 함유하고 있다. 익숙해지지 않을 경우 입에(제대로 소화되지 않았을 경우 항문에도) 타는 듯한 자극을 준다. 대부분의 포유류가 이를 불편하게 느끼지만, 조류에게는 영향이 없다. 이는 밝은 색에 이끌린 새들이 열매를 먹고 씨앗을 널리 퍼뜨리는 데에 도움을 준다.

## 하위 분류
40여 종이 속한다.
| - 고추 (C. annuum) - 나무고추 (C. frutescens) - 베리고추 (C. baccatum) - 중국고추 (C. chinense) - 털고추 (C. pubescens) - C. buforum - C. caatingae - C. caballeroi - C. campylopodium - C. cardenasii - C. ceratocalyx - C. chacoense - C. coccineum - C. cornutum - C. dimorphum | - C. dusenii - C. eshbaughii - C. eximium - C. flexuosum - C. friburgense - C. galapagoense - C. geminifolium - C. havanense - C. hookerianum - C. hunzikerianum - C. lanceolatum - C. leptopodum - C. longidentatum - C. lycianthoides - C. minutiflorum | - C. mirabile - C. mositicum - C. parvifolium - C. pereirae - C. ramosissimum - C. recurvatum - C. rhomboideum - C. schottianum - C. scolnikianum - C. sinense - C. spina-alba - C. tovarii - C. villosum |

예전 종
- 알꽈리 C. anomalum Franch. & Sav. → Tubocapsicum anomalum (Franch. & Sav.) Makino
- C. grandiflorum Kuntze → Vassobia fasciculata (Miers) Hunz.
- C. stramoniifolium (Kunth) Kuntze → Witheringia stramoniifolia Kunth

## 같이 보기
- 채소 목록
- 스코빌 척도